# Rhodoplaste
Plaste rouge, Érythroplaste
Ne pas confondre avec l'érythroblaste.

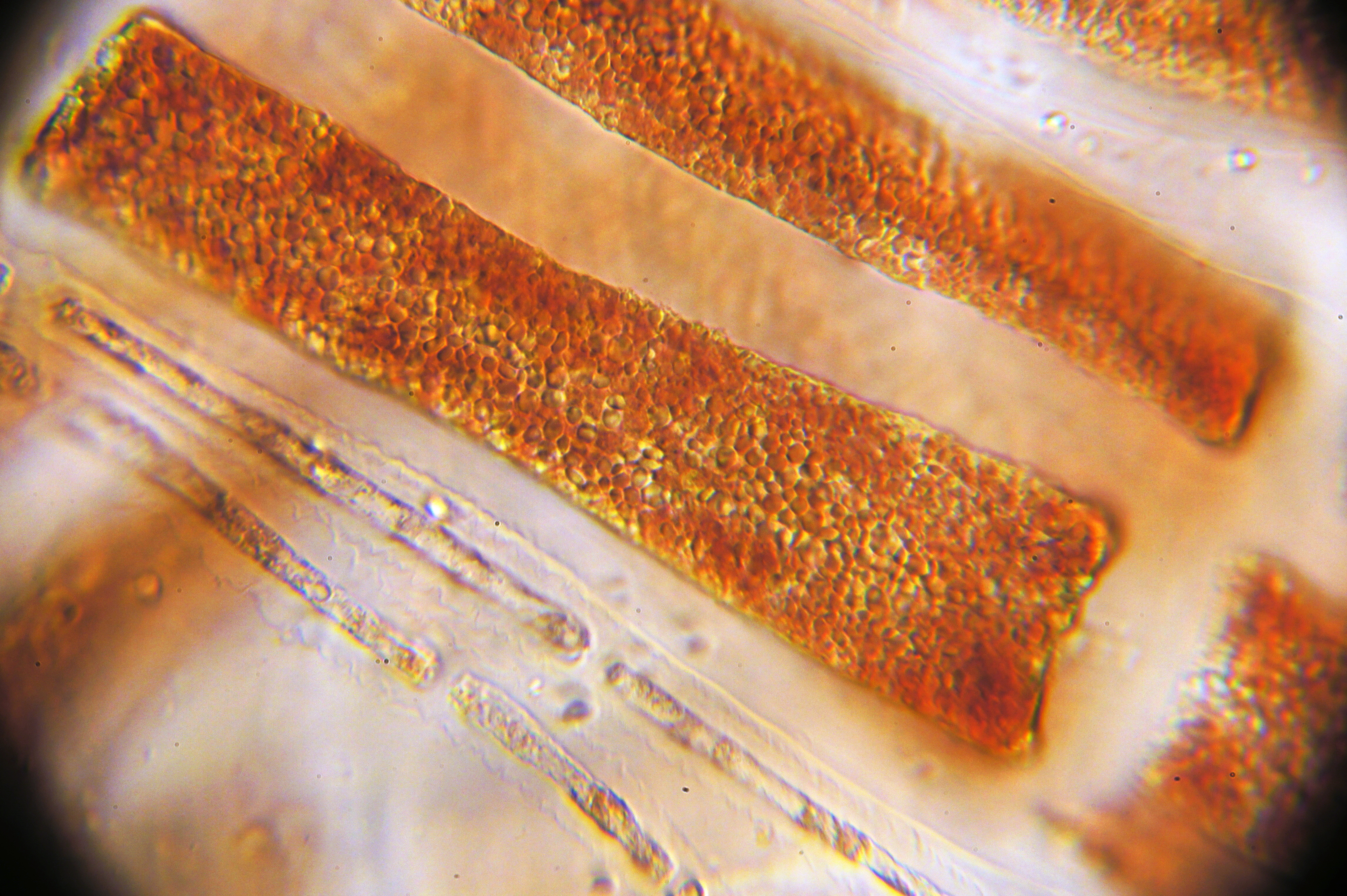
Cellules d'algues rouges grossies cent fois sous un objectif avec de l'. Les rhodoplastes, de couleur rouge, sont en très grand nombre.

Le rhodoplaste, du grec rhodo[n] (« rose ») et plastês (« qui façonne »), appelé aussi plaste rouge ou érythroplaste, est un plaste coloré spécifique des algues rouges (ou rhodophytes). Il s'agit en réalité d'un chromoplaste particulier, caractérisé par des thylakoïdes libres et ne formant pas de grana en raison de la présence de phycobilisomes sur leur face externe. Rarement unique dans les cellules, les rhodoplastes sont le plus souvent dépourvus de pyrénoïde (permettant la synthèse du glucose). Contrairement aux plantes et aux algues vertes, l'amidon est extraplastidial et est stocké sous forme de vésicules dans le cytoplasme, portant le nom de rhodamylon ou d'amidon floridéen.
En plus des pigments rencontrés chez les autres végétaux, la chlorophylle a et des caroténoïdes (carotène et lutéine surtout), les algues rouges ont comme particularité l'existence de phycobilisomes renfermant les phycobiliprotéines (masquant la couleur verte de la chlorophylle) comme l'allophycocyanine (bleu), la phycocyanine (bleu) et surtout la phycoérythrine (qui donne leur couleur rouge). Cette pigmentation est à l'origine chez le rhodoplaste de son large spectre d'absorption et de sa capacité à absorber le bleu-vert, permettant aux rhodophytes d'occuper des eaux généralement plus profondes que les autres algues. En profondeur, les algues rouges accumulent une grande quantité de phycoérythrine, pigment qui peut absorber la lumière à cet endroit.